# خورخه پریرا دیاز
خورخه پریرا دیاز (انگلیسی: Jorge Pereyra Díaz؛ زادهٔ ۵ اوت ۱۹۹۰) بازیکن فوتبال اهل آرژانتین است.
از باشگاه‌هایی که در آن بازی کرده‌است می‌توان به باشگاه اتلتیکو ایندپندینته، باشگاه فوتبال جوهر دارالتعظیم، و باشگاه فوتبال لانوس اشاره کرد.